# Malawi ai Giochi della XX Olimpiade
Il Malawi partecipò ai Giochi della XX Olimpiade che si sono svolti a Monaco di Baviera dal 26 agosto all'11 settembre 1972, con una delegazione di sedici atleti impegnati in tre discipline: atletica leggera, ciclismo e pugilato. Il portabandiera fu Martin Matupi, che gareggiò nel salto triplo: per lui, come per il suo paese, si trattava della prima partecipazione ai Giochi. Non fu conquistata nessuna medaglia.